# Okanagan (jezero)
Jezero Okanagan se nalazi u Dolini Okanagan u Britanskoj Kolumbiji (Kanada).

## Opis
Dugačko je 135 km, široko otprilike 4 do 5 km i ima površinu od 351 km². Pretpostavlja se da je maksimalna dubina jezera 232 metra i to blizu otoka Grant (kojeg lokalno stanovništvo još naziva Galebov otok i otok Whiskey). Jezero je poznato po terasama koje su se formirale tokom različitih perioda spuštanja njegovog prethodnika, ledenog jezera Penticton. Danas se terase obilato koriste u poljoprivredi (uzgoj voća i slično).
Gradovi koji okružuju jezero su Vernon, Penticton, Kelowna i Westside. Kako jezero ima jako puno plaža i parkova, tako predstavlja pravi raj za sportske aktivnosti. Okanagan je i dom određenim vrstama riba poput npr. kalifornijske pastrve a pretpostavlja se da u njemu živi i morsko čudovište Ogopogo.

## Vanjske poveznice
|  | Zajednički poslužitelj ima još gradiva o temi Okanagan (jezero) |

- Lake Okanagan Resort